# 1998 en sport automobile
Chronologie du Sport automobile
1997 en sport automobile - 1998 en sport automobile - 1999 en sport automobile

## Les faits marquants de l'année1998enSport automobile
- Mika Häkkinen remporte le Championnat du monde de Formule 1 au volant d'une McLaren-Mercedes.
- Carlos Sainz remporte le Rallye automobile Monte-Carlo sur une Toyota Corolla WRC.
- Tommi Mäkinen remporte le titre de champion du monde des Rallyes.

## Par mois

### Janvier
- Carlos Sainz remporte le Rallye automobile Monte-Carlo sur une Toyota Corolla WRC.

### Mars
- 8 mars, (Formule 1) : Grand Prix automobile d'Australie.
- 29 mars, (Formule 1) : Grand Prix automobile du Brésil.

### Avril
- 12 avril (Formule 1) : Grand Prix automobile d'Argentine.
- 26 avril (Formule 1) : Grand Prix automobile de Saint-Marin.

### Mai
- 10 mai : Grand Prix automobile d'Espagne.
- 24 mai (Formule 1) : Grand Prix automobile de Monaco.

### Juin
- 6 juin : départ de la soixante-sixième édition des 24 Heures du Mans.
- 7 juin (Formule 1) : Grand Prix automobile du Canada.
- 28 juin (Formule 1) : Grand Prix automobile de France.

### Juillet
- 12 juillet (Formule 1) : Grand Prix de Grande-Bretagne.
- 26 juillet (Formule 1) : Grand Prix automobile d'Autriche.

### Août
- 2 août (Formule 1) : Grand Prix automobile d'Allemagne.
- 16 août (Formule 1) : Grand Prix automobile de Hongrie.
- 30 août (Formule 1) : Grand Prix automobile de Belgique.

### Septembre
- 13 septembre (Formule 1) : Grand Prix automobile d'Italie.
- 27 septembre (Formule 1) : Grand Prix automobile du Luxembourg.

### Novembre
- 1er novembre (Formule 1) : Grand Prix automobile du Japon.

## Naissances
- 15 février : George Russell, pilote automobile britannique.

## Décès
- 19 février : Charlie Martin, pilote automobile britannique. (° 19 février 1998).

- 31 mai : Charles « Charlie » Van Acker, pilote automobile américano-belge de monoplaces. (° 14 mars 1912).

- 28 juillet : Consalvo Sanesi, 87 ans, pilote automobile italien. (° 28 mars 1911).
- 9 septembre : Dorian Boccolacci pilote automobile français.
- 2 octobre : Olivier Gendebien, 74 ans, pilote automobile belge. (° 12 janvier 1924).
- 16 décembre : Jean de Montrémy, pilote automobile français, (° 18 mai 1913).